# Rake Yohn
Rake Yohn, wł. Edward Carl Webb (ur. 20 stycznia 1975 w West Chester) – amerykański chemik i osobowość telewizyjna, członek CKY Crew, który wystąpił w serii filmów CKY, a także w programach "Viva la Bam" i "Jackass" emitowanych przez kanał MTV.

## Życiorys
Rake uczęszczał do Pennsylvania State University, który ukończył w 1997 i uzyskał Bachelor of Science (tytuł anglosaski zbliżony do polskiego licencjata) z chemii. Z zawodu jest specjalistą od syntetycznych materiałów. Jego młodszy brat, Art Webb, jest okazjonalnym członkiem Ekipy CKY.
Z wszystkich członków ekipy, najlepiej znał Brandona DiCamillo, ponieważ przyjaźnił się z jego bratem, a jego siostra była w jego wieku. Pewnego dnia, Brandon spytał się go czy ma ochotę nakręcić film i tak powstał numer "Army" z filmu "Landspeed".
Twarz Yohna została umieszczona na okładkach CKY2K i cKy Vol. 2 oraz została umieszczona na limitowanej edycji fingerboardów firmy Tech Deck, wydanej specjalnie dla gry Tony Hawk’s Pro Skater 3.
W 2009 roku Rake Yohn, Brandon Dicamillo i Art Webb użyczyli głosów do Trials HD udostępnionej na Xbox Live Arcade.

## Telewizja, film i inne projekty

### Telewizja
- Jackass (MTV, 2000–2002)
- Viva la Bam (MTV, 2003–2006)
- Blastazoid (MTV, 2006; Usunięty po dwóch epizodach)
- Jackassworld.com: 24 Hour Takeover (MTV Special, 2008)

### Filmy
- Seria filmów CKY: CKY, CKY2K, CKY3 and CKY4. (1998–2003)
- Jackass: Świry w akcji (2002)
- Haggard: The Movie (2004)
- A Halfway House Christmas (2005)
- Jackass: Numer dwa (2006)
- Jackass 2.5 (2007)
- Minghags (2007)
- The Dudesons (2008)
- Bam Margera Presents: Where the #$&% Is Santa? (2008)

### Inne projekty
- GameCasa